# أماندا بيرم
أماندا بيرم (بالإنجليزية: Amanda Byram) (من مواليد 16 يونيو 1973) هي مقدمة تلفزيونية أيرلندية ونموذج سابق ، اشتهرت بتقديم تلفزيوني للعبة بي بي سي ون مع توتال ويموت مع ريتشارد هاموند ، النسخة الأيرلندية من رقص مع النجوم على RTE1 ولاستضافة برامج تلفزيونية أمريكية ، فندق البجعة والجنة.

## روابط خارجية
- أماندا بيرم على موقع IMDb (الإنجليزية)
- أماندا بيرم على موقع قاعدة بيانات الفيلم (الإنجليزية)